# الکساندر سیرسکی
الکساندر سیرسکی (انگلیسی: Oleksandr Syrskyi؛ زادهٔ ۲۶ ژوئیه ۱۹۶۵) ارتشبد نیروهای مسلح اوکراین است، که هم‌اکنون به‌عنوان فرمانده کل نیروهای مسلح اوکراین فعالیت می‌کند. وی در فاصله سال‌های ۲۰۱۹ تا ۲۰۲۴ فرمانده نیروی زمینی اوکراین بود.
سیرسکی فعالیت نظامی را از سال ۱۹۸۶ در نیروی زمینی شوروی آغاز کرد و از سال ۱۹۹۱ به عضویت نیروی زمینی اوکراین درآمد. او در فاصله سال‌های ۲۰۱۹ تا ۲۰۲۴ فرماندهی عملیات نیروهای مشترک اوکراین را برعهده داشت و در سال ۲۰۲۲ فرمانده نبرد ۲۰۲۲ کی‌یف و در سال ۲۰۲۳ فرمانده نبرد باخموت بود.